# Reptinub
Reptinub (Repitnub, Reputnebu) je bila kraljica supruga drevnog Egipta kao supruga faraona Njuserre Inija. Živjela je tijekom 5. dinastije. Bila je snaha faraona Neferirkare Kakaija i kraljice Kentkaues II. te šurjakinja faraona Neferefre. Moguće je da je bila majka princeze Kamerernebti. U Kamerernebtinoj je grobnici nađen fragment kipa neke kraljice, koja bi mogla biti Reptinub. Moguće je da je bila i majka faraona Menkauhora Kaiua.